# ジョナス・リヴェラ
ジョナス・リヴェラ（Jonas Rivera）は、アメリカ合衆国の映画プロデューサーである。アニメ映画『カールじいさんの空飛ぶ家』（2009年）や『インサイド・ヘッド』（2015年）の製作で知られる。サンフランシスコ州立大学卒業後、1994年からピクサー・アニメーション・スタジオで働いている。

## 生い立ち
カリフォルニア州カストロバレーで生まれ育つ。幼い頃のリヴェラはアニメーター志望であったが、絵を描く才能には恵まれなかったと語っている。サンフランシスコ州立大学で映画製作の学位を得て卒業する。

## キャリア
『トイ・ストーリー』の製作終了1年前の1994年にピクサーにインターンとして加わる。以後、コーディネーター及びマネージャーとしてほぼ全てのピクサー映画に参加する。2009年に『カールじいさんの空飛ぶ家』のプロデューサーを務め、アカデミー作品賞にノミネートされる。2015年には『インサイド・ヘッド』のプロデューサーを務め、ピート・ドクター監督と共にアカデミー長編アニメ映画賞を受賞した。

## 私生活
既婚者であり、娘2人と息子1人をもうけている。メキシコ系アメリカ人である。

## フィルモグラフィ

### 長編
- トイ・ストーリー Toy Story (1995) プロダクションオフィスアシスタント[9]
- バグズ・ライフ A Bug's Life (1998) アートデパートメントコーディネーター[9]
- トイ・ストーリー2 Toy Story 2 (1999) マーケティング・クリエイティブリソースコーディネーター[9]
- モンスターズ・インク Monsters, Inc. (2001) アートデパートメントマネージャー[9]
- カーズ Cars (2006) プロダクションマネージャー・ブーストの声
- カールじいさんの空飛ぶ家 Up (2009) 製作
- インサイド・ヘッド Inside Out (2015) 製作、アカデミー長編アニメ映画賞受賞[10]
- Toy Story 4 (2019) 製作

### 短編
- ライリーの初デート? Riley's First Date? (2015) 製作総指揮